# Horia Gârbea
Horia Gârbea (n. 10 august 1962, București) este un autor de cărți științifice, inginer constructor, poet, scriitor român, membru al Uniunii Scriitorilor din România.

## Date biografice
Horia Gârbea s-a născut la 10 august 1962 în București. Este doctor în inginerie din 1999, cu o teză din domeniul fiabilității construcțiilor, cadru didactic la Facultatea de Îmbunătățiri Funciare și Ingineria Mediului din București din 1987. A publicat 8 volume cu caracter științific și didactic. În domeniul literar, a debutat în 1982 cu poezie. A fost membru al cenaclului Universitas, condus de criticul Mircea Martin. Din 2000 a fost secretar al secției de dramaturgie a Asociației Scriitorilor București. Apoi, din noiembrie 2003, secretar al Asociației Scriitorilor București, ales președinte al ASB în 2005. Membru al Comitetului director al Uniunii Scriitorilor din 2005. Președinte al Filialei București-Poezie a Uniunii Scriitorilor din 2015, ales în 2018 pentru încă un mandat de 5 ani. A fost vicepreședintele Institutului Cultural Român (2012-2013). Director al Teatrului Dramaturgilor Români din București, din 2017.

## Activitate literară
După revoluția din 1989 a avut o activitate intensă de publicist și autor de literatură. A publicat poezie, proză, teatru, critică literară și teatrală, eseuri, în total 12 piese reprezentate în țară precum și în Anglia și Franța. A tradus în română și a adaptat pentru  scenă 16 piese de Jacques Copi, Pierre Corneille, S.I.Witkiewicz, Fernando Arrabal, A.P.Cehov, N. Machiavelli, Dario Fo, Tennessee Williams, Marivaux etc. A publicat 23 de volume de literatură, obâinând numeroase premii literare. Romanul Căderea Bastiliei a fost distins cu trei premii naționale în 1998. A susținut și susține rubrici permanente în reviste literare naționale (Luceafărul, Cuvântul, Ziarul financiar, Săptămîna financiară etc.), și la publicații teatrale ca Scena, Drama. A fost titularul rubricii săptămânale de bridge din Ziarul financiar din 2003 până în 2008. A publicat numeroase alte articole. A prezentat câteva sute de volume de literatură contemporană în articole, unele grupate ulterior în trei volume. După 2010 face parte din echipa coordonată de George Volceanov pentru retraducerea integrală a operei lui Shakespeare. A tradus 12 piese de William Shakespeare, dintre care patru în colaborare, și numeroase sonete ale acestuia. Între piesele traduse: Vis de-o noapte-n miezul verii, Negustorul din Veneția, Richard al III-lea, Macbeth. A mai tradus piese de Corneille, Marivaux, Eduardo de Fillipo, Dario Fo etc.
În 1998 a început să realizeze scenarii de filme și show-uri pentru televiziune la Pro TV, apoi la Prima TV, Național TV etc. A reprezentat România la festivaluri internaționale de literatura și teatru. A realizat doua cicluri de emisiuni la TVR Cultural (2002-2004). A fost dramaturgul Teatrului „Toma Caragiu” din Ploiești și a reprezentat România la festivaluri internaționale de literatură.
În decembrie 2015, a editat la Institutul Cultural Român antologia în limba engleză de povestiri românești SF Worlds and Beings.

## Volume publicate
- 1993 Doamna Bovary sînt ceilalți, teatru - Editura Phoenix
- 1993 Mephisto, texte pentru teatru - Ed. Phoenix
- 1996 Text biografic, poezie - Ed.Pantheon
- 1996 Proba cu martori, poezie - Cartea Românească și ASB
- 1997 Misterele Bucureștilor, proză scurtă - Cartea Românească
- 1998 Căderea Bastiliei, roman - Editura Allfa (ed. a II-a Ed. Corint, ed a III-a eLiteratura, 2016)
- 1998 Cine l-a ucis pe Marx?, text pentru teatru Biblioteca București editata de Asociația Scriitorilor București și Editura Eminescu
- 1999 Decembrie, în direct, teatru, Editura All
- 2001 Cine l-a ucis pe Marx?, teatru, Editura Vinea
- 2001 Enigme în orașul nostru, proză scurtă, Ed.Fundatiei Pro
- 2002 Rață cu portocale, publicistică, Ed.Premier
- 2003 Vacanță în infern, critică, Ed. Carte de Suflet
- 2003 Creșterea iguanelor de casă, poezie, Ed. Vinea
- 2003 Vacanță în infern , critică, vol II – Editura Muzeului Literaturii.
- 2004 Hotel Cervantes, teatru, Uniunea Scriitorilor din România
- 2004 Drumul spre Nghe An, jurnalistică, Editura Muzeului Literaturii Române
- 2005 Arte parțiale, critică, Editura Muzeului Literaturii Române  și ASB
- 2005 Bridge în 41 de povestiri vesele, proză scurtă, Ed. Tritonic.
- 2006 Crime la Elsinore, roman - Ed. Cartea Românească (ed. a II-a eLiteratura 2016, ed. a III-a Neuma) [3]
- 2007 Divorț în direct teatru - Ed. Palimpsest.
- 2008 Trecute vieți de fanți și de birlici - Viața și, uneori, opera personajelor - Ed. Cartea Românească.[4] (Ed. a II-a adăugită, eLiteratura 2014)
- 2010 Fratele mai deștept al lui Kalasnikov - Ed. Limes[5]
- 2010 Azerbaijan - The Living Flame (bilingv, versiune engleză de Elena Nistor)- Ed. Top Forum
- 2011 Pantera sus, pe clavecin, poezie, Ed. Tracus Arte[6]
- 2012 Trecutul e o sărbătoare, poezie - Ed. Tracus Arte
- 2016 Cântelele lui Huppy, poezie pentru copii - Ed. Neuma
- 2016 Uimitoarele aventuri ale lui Făt-Frumos din Lună, roman, Ed. Neuma
- 2017 Celălalt țărm, poezie, Ed. Neuma
- 2018 Poeme cu înger, poezie, Ed. Neuma
- 2019 Pisica din Kavala, poezie, Ed. Neuma
- 2019 Plăcinte cu ighemonicon, proză, Ed. Neuma
- 2020 Minunata viață a personajelor, eseuri, Ed. Neuma
- 2020 Der vergessene Traum, Traducere Christian W. Schenk, Editura Dionysos, Boppard Germania 2020, ISBN 9798625419635
- 2021 Amintiri cu poduri, poezie, Ed. Neuma
- 2022 Ultima iubire a lui Cezar, teatru, Ed. Neuma
- 2022 Bumerang, poezie, traducere în limba maghiară de Démeny Péter, Editura Kalligram, Budapesta
- 2023 Zuliari și mangafale. Viața facinantă a personajelor, eseuri, E. Neuma

## Premii și distincții
- A primit Premiul Uniunii Scriitorilor pentru dramaturgie pe anul 1999.
- Premiul Academiei pentru dramaturgie – 2001.
- Distins cu Ordinul Meritul Cultural în grad de cavaler (2004), apoi înălțat în grad de ofițer (2010).
- Premiul Poesis Satu-Mare, Premiul Sudului, Premiul Ion Creangă  (1998)
- Premiul „Andrei Bantaș” pentru traducere (2010) pentru W. Shakespeare, Opere, vol. IV (împreună cu Violeta Popa, George Volceanov)
- Premiul Uniunii Scriitorilor (2015) pentru traducere pentru W. Shakespeare, Opere, vol. VIII și IX (împreună cu Lucia Verona, George Volceanov)
- Premiul Uniunii Scriitorilor (2016) pentru Literatură pentru copii.
- Premiile revistei „Luceafărul” pentru dramaturgie și ulterior pentru eseu
- De trei ori finalist al Turnirului de poezie „Cununa de lauri”: Olimp - 2011, Alexandroupolis - 2018, Nessebar -2021. Premiul publicului la Turnirul de la Alexandroupolis și Premiul „Cununa de lauri” cu echipa Filialei București-Poezie (2018 și 2021).
- Premiul „Tudor Arghezi” pentru poezie, 2021 și titlul de Cetățean de onoare al orașului Târgu Cărbunești.
- Premiul „Cununa de lauri de la Muntele Athos”, Ouranopoli, 2022.
- Premiul Uniunii Scriitorilor pentru dramaturgie pe anul 2022.
- Numeroase premii literare ale unor reviste și asociații: Convorbiri literare, Tomis, Antares, Caligraf, APLER etc.